# Ne Ngam Mons
Il Ne Ngam Mons è una struttura geologica della superficie di Venere.